# Willard Sterling Boyle
Willard Sterling Boyle, kanadski fizik, * 19. avgust 1924, Amherst, Nova Škotska, Kanada, † 7. maj 2011, Halifax, Nova Škotska, Kanada.
Boyle je leta 2009 skupaj s Smithom prejel Nobelovo nagrado za fiziko za izum polprevodniškega vezja za zajem slike, senzorja CCD.